# Think of Me (The Veronicas)
Think of Me è un singolo del duo musicale australiano The Veronicas, pubblicato il 29 marzo 2019 come secondo estratto dal quinto album in studio Human.

## Descrizione
Scritta dalle sorelle Origliasso in collaborazione con Isabella Kearney-Nurse e Roberto De Sá, che l'ha anche prodotta insieme al produttore canadese Yonatan "xSDTRK" Ayal, la canzone è uscita nel marzo del 2019 ed è stata successivamente inclusa nel quinto progetto discografico del duo, Human, pubblicato nel 2021. Il brano parla delle conseguenze di una relazione tossica.
Il 14 giugno 2019 è stato pubblicato in formato digitale un EP di remix del brano.

## Video musicale
Il video musicale, diretto da Benn Jae, è stato pubblicato il 2 maggio 2019 sul canale YouTube del duo e riprende le due sorelle cantare il brano in diverse location.

## Tracce
Download digitale
1. Think of Me – 3:04

Download digitale – Remixes
1. Think of Me (Basenji Remix) – 3:40
2. Think of Me (Alex Wildwood Gucci Wallpaper Mix) – 3:09
3. Think of Me (Alphalove Mix) – 3:09
4. Think of Me (Alphalove Extended Remix) – 4:09
5. Think of Me (DJ Suri & Chris Daniel Remix) – 3:32
6. Think of Me (DJ Suri & Chris Daniel Extended Remix) – 6:01

## Classifiche
| Classifica (2019) | Posizione massima |
| ----------------- | ----------------- |
| Australia         | 70                |